# حزب الأمة القومي (السودان)
حزب الأمة القومي هو حزب سياسي في السودان (تأسس في فبراير 1945)، وهو تكوين سياسي هدف به السودانيون الوطنيون الذين كونوه كأول حزب سياسي شعبي نحو تحقيق المطامح الوطنية في الاستقلال عن دولتي الحكم الثنائي، وبناء الدولة السودانية المستقلة على أسس المساواة والحرية والعدل.
كان حزب الأمة القومي السوداني يطالب باستقلال السودان عن بريطانيا ومصر رافعاً راية الاستقلال الكامل عن الدولتين وسمى مؤيدوه بالاستقلاليين.
تكوين الحزب والمراحل السبعة 

## المرحلة الأولى
منذ  براير1945 وإلى نوفمبر 1958م
تم تكوين حزب الأمة كأول حزب جماهيري سوداني في فبراير 1945م تحت رعاية الإمام عبد الرحمن المهدي، وانتخب السيد عبد الله خليل كأول سكرتير عام للحزب ولم يكن له رئيس حتى تم انتخاب السيد الصديق المهدي رئيسا في 1950م. نادى الحزب بالاستقلال الكامل من دولتي الحكم الثنائي (مصر وبريطانيا) تحت شعار (السودان للسودانيين)، وقبل في سبيل ذلك الدخول في المجلس الاستشاري لشمال السودان ثم الجمعية التشريعية عملا للاستقلال من داخل مؤسسات الاحتلال، وبالفعل استطاع أن يمرر قرار الحكم الذاتي من داخل الجمعية التشريعية في عام 1952م برغم اعتراض البريطانيين الشديد علية 
ذلك وعملهم بكل الوسائل لإسقاط مقترح الحكم الذاتي، وكانت هذه الخطوة الأولى نحو نيل الاستقلال، ثم قاد حملة التعبئة الشعبية والتحرك الدبلوماسي للحصول على الاستقلال الكامل من كل من مصر وبريطانيا وهزيمة فكرة الاتحاد مع مصر تحت التاج المصري، حتى تحقق الاستقلال في النهاية بإجماع السودانيين وأعلن رسميا في مطلع يناير 1956، وفي الخطوتين المذكورتين: نزع قرار الحكم الذاتي عبر المؤسسات، ورفض الاتحاد تحت التاج المصري واجه محاولات لشق صفه من كل من بريطانيا (عبر الحزب الجمهوري الاشتراكي في 1952) ومصر (عبر حزب التحرير في 1957م) ولكنه صمد في وجهها وأحبط مخططات التفتيت بل خرج أكثر قوة.
بعد الاستقلال اشترك الحزب في الحكم مؤتلفا مع حزب الشعب الديمقراطي بعد حدوث الانشقاق في الحزب الوطني الاتحادي، وذلك في الفترة 1956-1957م. وعقب انتخابات 1957-1958م كذلك ائتلف من جديد لتكوين حكومة برئاسة سكرتير عام الحزب السيد عبد الله خليل. وقد واجهت هذه الحكومة عددا من الأزمات اختتمت بتسليم رئيس الوزراء للسلطة للجيش في 17 نوفمبر 1958م بالتفاهم مع راعي الحزب الإمام عبد الرحمن المهدي وبالرغم من اعتراض مجلس إدارة الحزب، وقد كان رئيس الحزب السيد الصديق المهدي، وبقية أعضاء مجلس الإدارة من أوائل وأشرس المعارضين للنظام الجديد..

## المرحلة الثانية

#### منذ انقلاب نوفمبر وحتى ثورة أكتوبر 1964م
قاد الحزب المعارضة للنظام العسكري بقيادة الفريق إبراهيم عبود منذ البداية والتفت حوله الأحزاب في الجبهة الوطنية المتحدة 
ومع إيقاد شرارة الثورة في أكتوبر 1964م صدر بيان من راعي الحزب الإمام الهادي المهدي يدعو 
وقاد الحزب المعارضة التي اتحدت بشقيها (الجبهة الوطنية المتحدة التي تمثل الأحزاب السياسية وجبهة الهيئات التي تمثل النقابات والتكوينات اليسارية) وارتكزت ببيت الأمة (مجمع قبة المهدي) لمحاورة النظام حتى أسفرت المشاورات
في النهاية عن تنحي الجيش عن السلطة، وبدء حكومة انتقالية تقود البلاد لحين الانتخابات العامة.
في هذه الفترة حدثت تطورات في العلاقة بين الحزب وبين كيان الأنصار أسفرت عن توسيع مجلس الإمام ليشمل شخصيات قيادية بالحزب، كما حدث خلاف حول صلاحيات الإمام داخل الخزب أسفر بوجهه بشكل أكبر بعد الإطاحة بنظام عبود.

## شخصيات قيادية
أبرز القيادات حتى الآن 

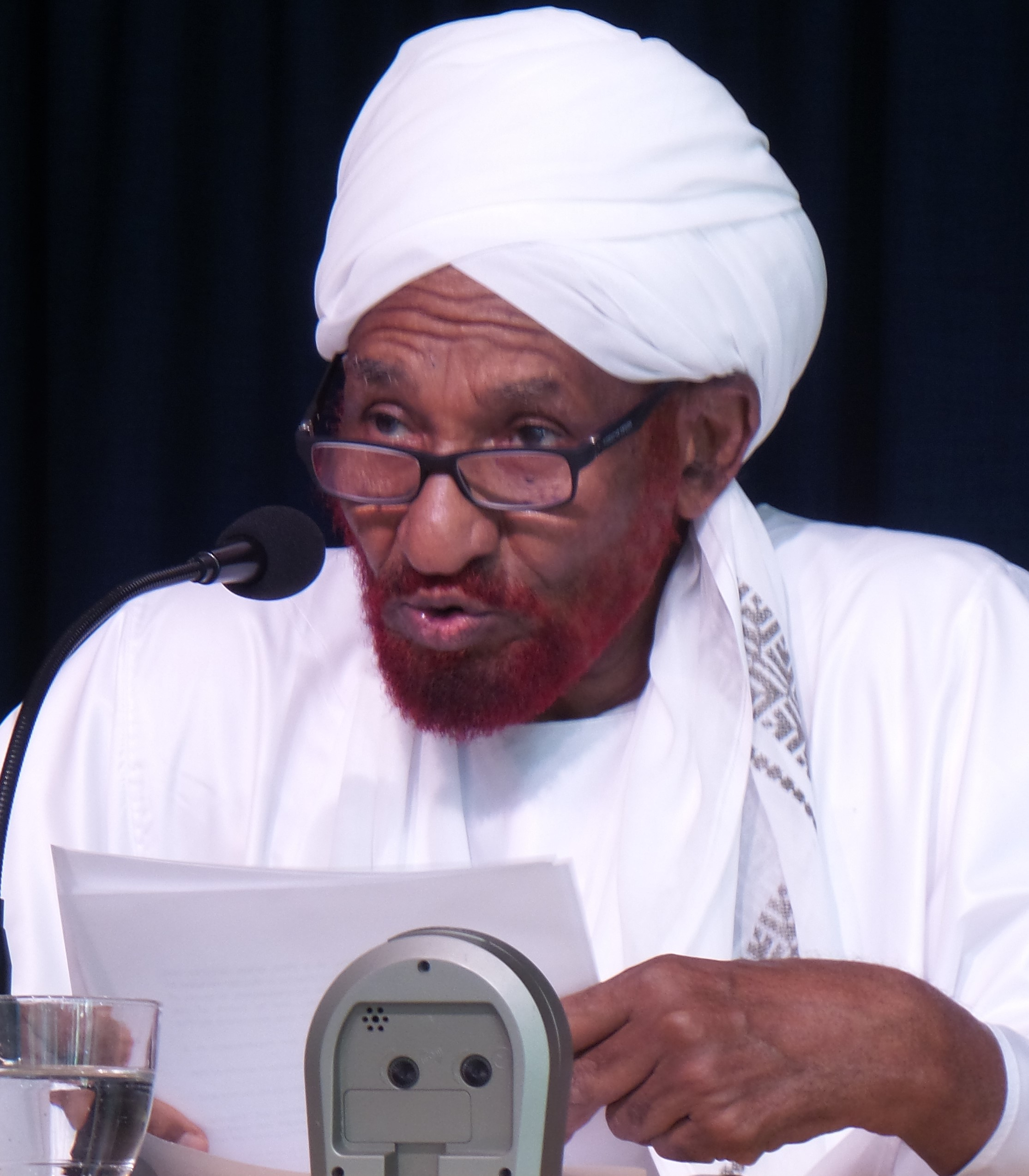
الصادق المهدي من أبرز قيادات الحزب ورئيسه حتى وفاته عام 2020

- الصديق عبد الرحمن المهدي أول رئيس للحزب
- عبد الله خليل أول سكرتير للحزب وأول رئيس وزراء من قبل الحزب
- الصادق المهدي ثاني رئيس للحزب
- محمد أحمد المحجوب ثاني رئيس وزراء للسودان من قبل الحزب
- مريم الصادق المهدي نائبة رئيس الحزب
- اللواء(م):فضل الله برمه ناصر رئيس الحزب بالإنابة
- فريق صديق محمد إسماعيل نائب الرئيس
- استاذ محمد عبد الله الدومة نائب الرئيس
- سارة نقد الله – الأمين العام